# Rodin Studios
El Rodin Studios, también conocido como 200 West 57th Street, es un edificio de oficinas en Séptima Avenida y 57th Street en Midtown Manhattan en Nueva York. Fue diseñado por Cass Gilbert en estilo neogótico francés y construido entre 1916 y 1917. Nombrado en honor al escultor francés Auguste Rodin, es uno de varios inmuebles en Manhattan que se construyeron a principios del siglo XX como estudios y residencias para artistas.
Tiene 15 pisos de altura con una estructura de hormigón armado. Las fachadas principales están revestidas de ladrillo ante policromo y ladrillo gris, y tienen molduras de terracota y hierro inspiradas en la arquitectura renacentista francesa. El ladrillo de la fachada tiene paños anchos y estrechos, mientras que el lado norte que da a la calle 57 tiene los grandes ventanales de los estudios. Los estudios de doble altura, ahora subdivididos, estaban principalmente en el lado de la calle 57, mientras que las residencias, más pequeñas, estaban en la parte trasera del edificio.
Rodin Studios fue desarrollado por la corporación del mismo nombre, que operó el edificio hasta 1942. En los años 1960, el edificio se reconvirtió para su uso como oficinas. Rodin Studios fue designado como un hito de la ciudad por la Comisión para la Preservación de Monumentos Históricos de Nueva York en 1988. El edificio fue restaurado en 2008 por Zaskorski & Notaro Architects y es propiedad de The Feil Organization.

## Sitio
Rodin Studios se encuentra en la esquina suroeste de la calle 57 y la Séptima Avenida, dos manzanas al sur de Central Park en el vecindario de Midtown Manhattan, en Nueva York. Ocupa las direcciones 894–900 de la Séptima Avenida y 200 West 57th Street. El solar mide alrededor de 30 por 35 m.
El edificio Rodin Studios colinda con el 888 Seventh Avenue, al sur y al oeste, y se enfrenta al Osborne Apartments, al norte, y al Carnegie Hall y a la Carnegie Hall Tower, al este. Otros edificios cercanos son la Sociedad Estadounidense de Bellas Artes (también conocida como edificio de la Liga de estudiantes de arte de Nueva York) y la Central Park Tower al noroeste; Alwyn Court y la Escuela Normal de Danza Louis H. Chalif al noreste; y la Casa de la Sociedad Estadounidense de Ingenieros Civiles y 224 West 57th Street hacia el oeste. Justo fuera del edificio hay entradas a la estación Calle 57 del metro de Nueva York.
Rodin Studios es parte de un centro artístico desarrollado alrededor de las dos manzanas de West 57th Street desde la Sexta Avenida al oeste hasta Broadway durante finales del siglo XIX y principios del XX, luego de la apertura del Carnegie Hall en 1891. El área tiene varios edificios construidos como residencias para artistas y músicos, como el 130 y el 140 West 57th Street, el Osborne Apartments y el Rodin Studios. Además, el área tenía la sede de organizaciones como la Sociedad Estadounidense de Bellas Artes, el Lotos Club y la Sociedad Estadounidense de Ingenieros Civiles en 220 West 57th Street. El solar de Rodin Studios fue ocupado anteriormente por Inverness, un edificio de apartamentos de ladrillo y piedra de siete pisos que se había desarrollado en 1881.

## Diseño
El edificio Rodin Studios tienen 14 plantas completas, así como una decimoquinta solo en parte. Tiene 49,4 m altura y su techo principal a 46,3 m sobre el suelo. El Rodin Studios fue diseñado por Cass Gilbert en estilo neogótico francés. La Wells Construction Company fue el contratista general, mientras que Hinkle Iron Works fue el contratista de hierro. La Compañía Federal Terra Cotta proporcionó la terracota, Harrison & Meyer construyó los pisos de cemento y los pasillos, la Compañía WG Cornell fue la contratista de fontanería y calefacción, y la Compañía Barker Painting decoró el interior.
El edificio fue construido por la corporación del mismo nombre, que a su vez recibió el nombre del escultor francés Auguste Rodin. En general, el diseño del edificio estaba destinado a complementar el edificio de la Sociedad Estadounidense de Bellas Artes al otro lado de la calle 57.
Rodin Studios no ocupa todo su solar, sino que tiene la forma de la letra «F». La fachada norte de la calle 57 ocupa los 35,1 m de longitud del solar. En el lado este del edificio, un ala se extiende hacia el sur unos 28 m a lo largo de la Séptima Avenida, mientras que en el centro, un ala más corta se extiende hacia el sur unos 23,2 m.

### Fachada
La fachada de Rodin Studios está revestida en gran parte con ladrillo de color ante que se alterna con ladrillo con reflejos grises o dorados quemados. Tiene molduras de inspiración renacentista francesa hechas de terracota y hierro, así como ladrillos ornamentales.  Los laterales de la calle 57 y la Séptima Avenida tienen huecos anchos y estrechos alternándose. El lado de la calle 57 tiene cinco vanos anchos, mientras que el lado de la Séptima Avenida tiene cuatro. Los costados sur y oeste tienen ventanas de guillotina en una fachada de ladrillos de ante. Solo una pequeña parte del alzado occidental es visible a lo largo de la calle 57, ya que esa fachada da a otro edificio. En el extremo más al sur del costado de la Séptima Avenida, hay una entrada en forma de arco ornamentada, que es una entrada de servicio al restaurante de la planta baja. El detalle ornamental incluye pantallas sobre las ventanas de los estudios, así como tallas de animales y grutesco humanos.
A nivel del suelo, la entrada principal se encuentra en el tramo central de la calle 57. Los otros huecos anchos en 57th Street y la Séptima Avenida tienen escaparates y las huecos estrechos tienen rejillas de metal dorado. Hay mesas de ménsulas sobre cada una de las huecos anchos a nivel del suelo y un marcapianos sobre el tercer piso.
En los pisos tercero a duodécimo que dan a la calle 57, hay aberturas de ventanas de doble altura, diseñadas para maximizar la exposición al sol de los estudios de los artistas. Estas aberturas de doble altura están separadas por marquesinas de hierro de estilo gótico. Cada uno de las vanos anchos tiene cinco ventanas de guillotina por piso, mientras que los vanos estrechos tienen una única ventana de guillotina en cada piso. Las aberturas de las ventanas de doble altura del tramo central están compensadas por un piso, con ventanas de una altura en el tercer y duodécimo piso. Las ventanas de la Séptima Avenida son ventanas de guillotina más pequeñas, dispuestas en filas más habituales en edificios de apartamentos. Cada uno de las vanos anchos tiene dos ventanas de guillotina separadas por piso, mientras que cada tramo estrecho tiene una ventana de guillotina por piso, con algunas excepciones.
Los dos pisos superiores forman la «tapa» del edificio, marcada por un friso y una hilada de ménsulas bajo el duodécimo piso. El lado de la calle 57 tiene aberturas de doble altura, mientras que el lado de la Séptima Avenida tiene ventanas de guillotina. En el decimocuarto piso, hay nichos decorativos en cada tramo estrecho, con representaciones de titíes que muestran diferentes expresiones faciales. La cornisa sobre el decimocuarto piso consta de una mesa decorativa de ménsulas.

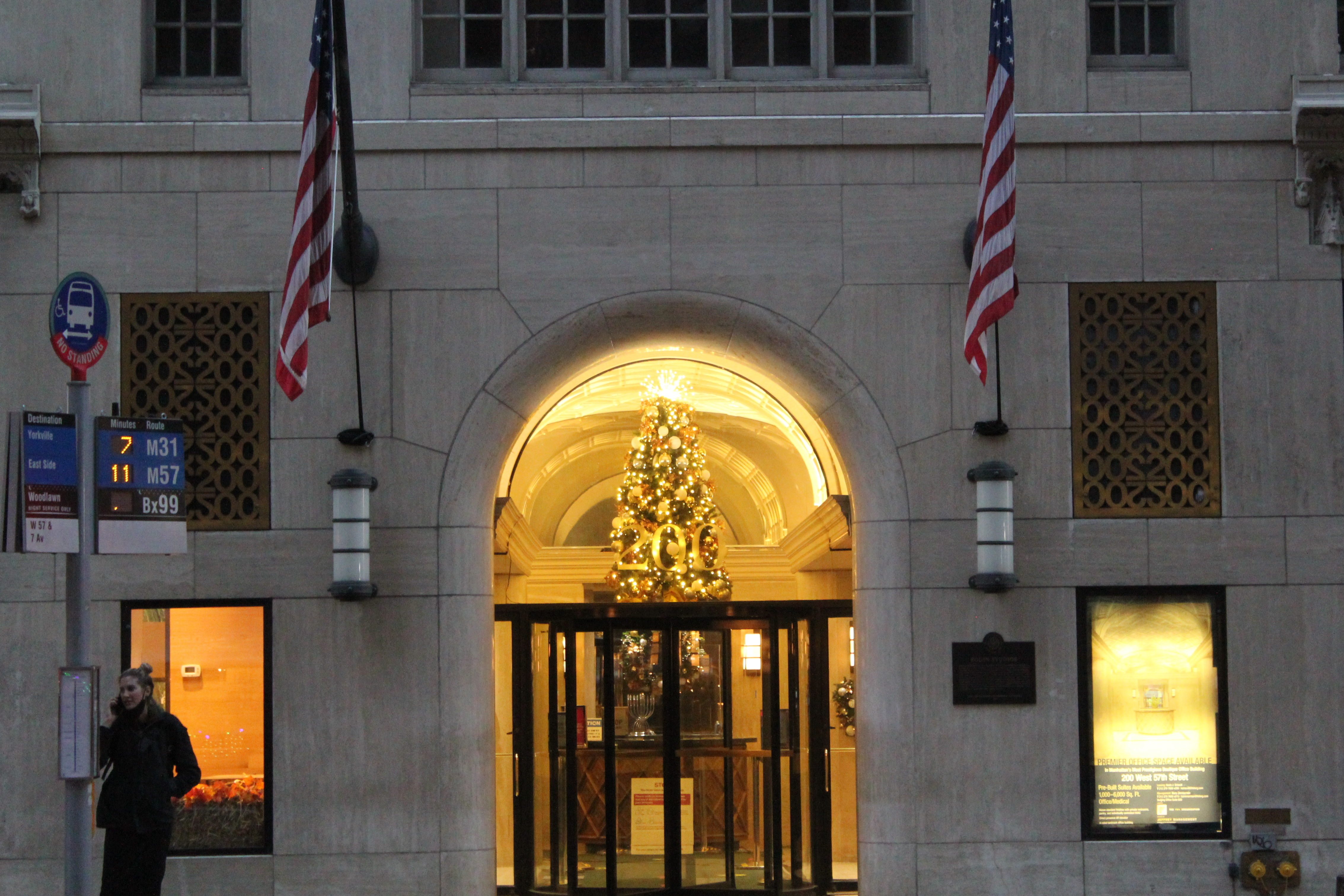
Entrada principal en la Calle 57

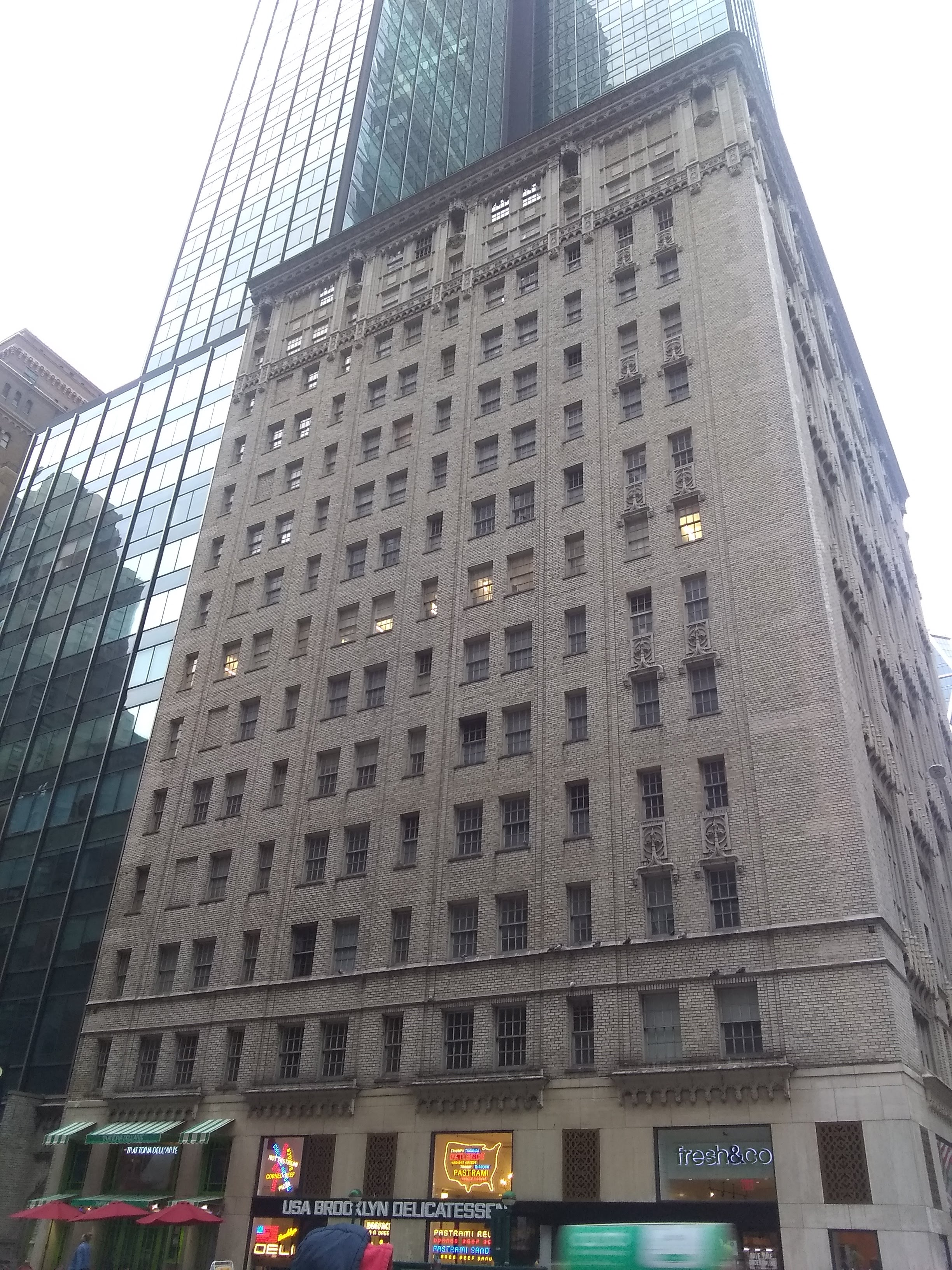
Fachada de la Séptima Avenida

### Características
Según el propietario del edificio, The Feil Organization, Rodin Studios tiene 12 546 m² de área de piso, o un promedio de 1068 m² de superficie rentable por piso. El edificio también cuenta con tres ascensores.  Gilbert planeó el edificio con locales comerciales en el primer piso y oficinas en el segundo piso y parte del tercer piso. La planta baja tiene un vestíbulo con bóveda de cañón, la única parte que se conserva del diseño interior de Gilbert.
El resto del edificio se dedicó a los estudios de artistas en diseños de una sola planta y dúplex, personalizados para las necesidades de cada residente. Los estudios de una sola planta estaban en las alas traseras, en el lado sur del edificio. Todos los dúplex miraban al norte hacia las ventanas de doble altura que abren a la calle 57. Los dúplex más pequeños estaban en los tres compartimentos centrales, y el compartimento central estaba escalonado para que cada par de estudios en los tres compartimentos interiores se superpusieran.  Los dúplex en los tramos exteriores, por el contrario, eran generalmente más grandes. Los dúplex tenían techos de 6,7 m de doble altura, más altos que los techos de 4,9 m en los estudios tradicionales de la época, y con 9,1 m de profundidad. Cada unidad tenía entre tres y ocho habitaciones, estando el espacio habitable en el piso inferior y los dormitorios en el piso superior. Posteriormente, los estudios de doble altura se forjaron con losas intermedias de piso, subdividiendo el interior en dos pisos de oficinas de altura estándar.

## Historia
La vivienda cooperativa de apartamentos en Nueva York se hizo popular a fines del siglo XIX debido a las condiciones de vivienda superpobladas en las densas áreas urbanas de la ciudad. A principios del siglo XX, había algunas cooperativas de vivienda en la ciudad que se dirigían específicamente a artistas, incluso en 130 y 140 West 57th Street, así como en la calle 67 cerca de Central Park. Sin embargo, estos casi siempre estaban completamente ocupados.
La corporación Rodin Studios fue fundada en 1916 por los pintores Lawton S. Parker, Georgia Timken Fry y John Hemming Fry. Los Frys se casaron y estudiaron en la Escuela de Bellas Artes de Sanm Luis, donde Parker enseñó más tarde; los tres habían estudiado en París antes de mudarse a Nueva York. Los Frys se mudaron a la ciudad en 1902 y vivieron en numerosos edificios de estudios, incluso en los cercanos Gainsborough Studios desde 1911 a 1918. Durante ese tiempo, John Fry se convirtió en vicepresidente de la corporación Gainsborough Studios, en la que aprendió sobre el funcionamiento de las cooperativas de artistas. Parker y los Frys crearon Rodin Studios porque ninguno pudo encontrar un estudio satisfactorio. La corporación Rodin Studios decidió desarrollar sus estudios en el sitio de Inverness, que estaba cerca del centro artístico de 57th Street y del Carnegie Hall en particular, además de estar ubicado en una avenida importante.

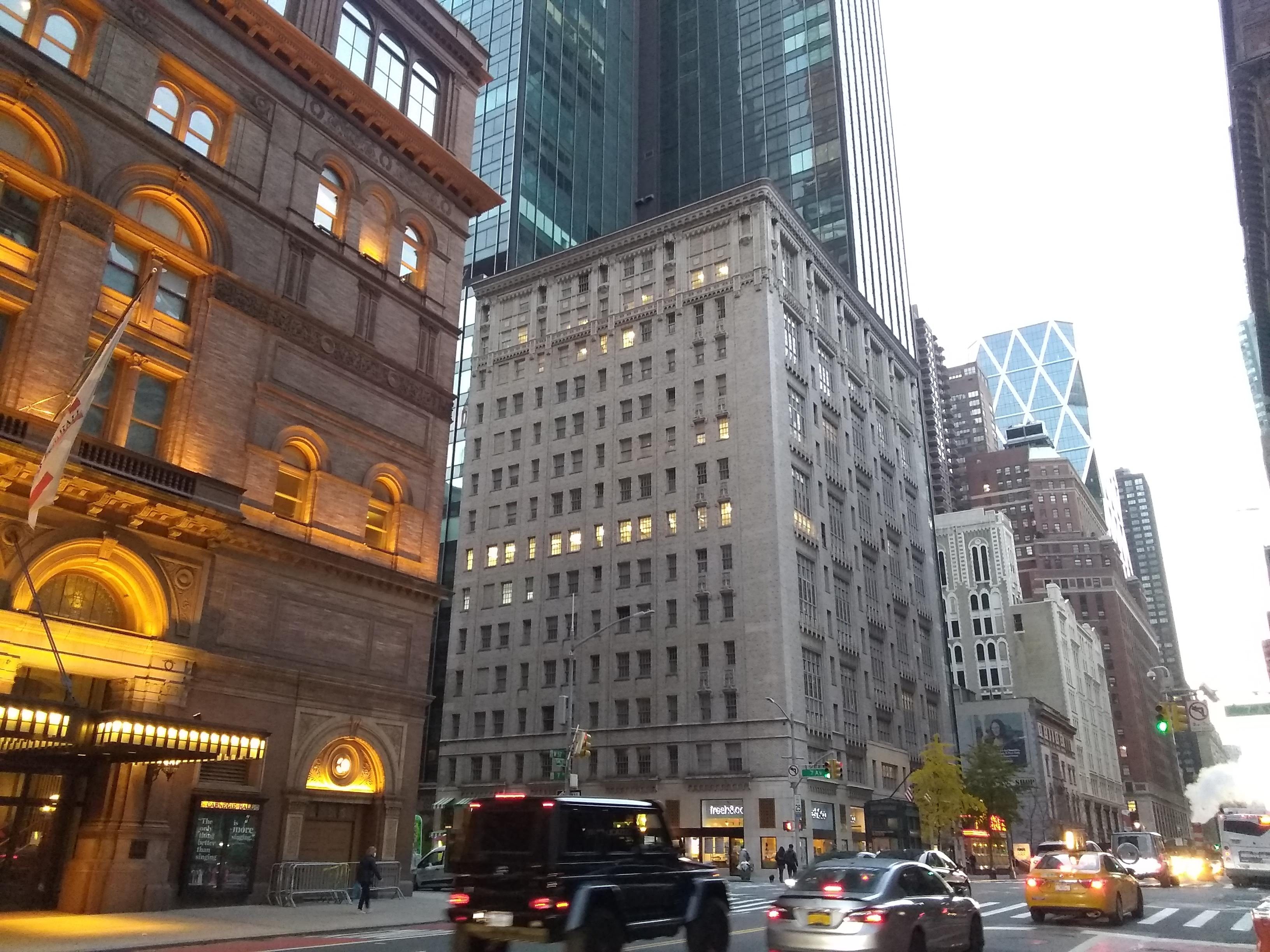
El Rodin Studios visto en diagonal a través de la calle 57 y la séptima avenida. Carnegie Hall está a la izquierda y 888 Seventh Avenue detrás del Rodin Studios.

Los primeros planos para el edificio fueron presentados por Cass Gilbert uno o dos días después de que se aprobara la Ley de Zonificación de 1916 el 25 de julio, debido a un aparente malentendido sobre cuándo se llevaría a cabo la votación; estos planes inicialmente no se registraron. La corporación Rodin Studios adquirió el sitio de Mary A. Chisholm en agosto de 1916.  El mes siguiente, Metropolitan Life Insurance Company prestó 700 000 dólares (unos 12 335 000 dólares de 2020) a la corporación Rodin Studios, mientras que Georgia Fry proporcionó una segunda hipoteca de 200 000 dólares. Gilbert revisó el diseño varias veces basándose en las sugerencias de Parker y los Frys. Gilbert presentó planes revisados en noviembre, y la Junta de Estimaciones de la Ciudad de Nueva York eximió a Rodin Studios de la nueva ley de zonificación. El edificio finalmente costó 1.4 millones de dólares y estaba listo para ser ocupado a fines de 1917.
Una vez finalizado el edificio, la Kelly-Springfield Tire Company arrendó la tienda de la planta baja y el sótano. Los anuncios del New York Times de 1918 mostraban que los apartamentos más ornamentados costaban al menos 350 dólares al mes(unos 6022 dólares de 2020). Mientras tanto, los Frys tomaron cuatro de los cinco apartamentos en los pisos trece y catorce, creando un estudio de 30 habitaciones. La corporación Rodin Studios recibió un préstamo de 800 000 dólares en mayo de 1922, y Kelly-Springfield arrendó el escaparate de la esquina de la planta baja y el segundo piso. Los estudios no solo estaban ocupados por artistas; el censo de los Estados Unidos de 1930 indicó que los residentes incluían banqueros, corredores de algodón e ingenieros ferroviarios. Los residentes notables del edificio incluyeron al artista Boris Anisfeld; autor Theodore Dreiser, que vivió allí desde 1926 hasta 1931; y Ethel Traphagen Leigh, fundadora de la cercana Escuela de Moda Traphagen. Además, Johann Berthelsen operaba una escuela privada de voz en los estudios Rodin, mientras que el arquitecto John Eberson abrió una oficina en el edificio en 1926

### Uso posterior
En 1942, el edificio se vendió en una subasta a Joseph A. Hale por 800 500 dólares para satisfacer un gravamen contra la corporación Rodin Studios. Dos años más tarde, en 1944, Sipal Realty Corporation adquirió Rodin Studios.
En los años 1960, el edificio se utilizaba como oficinas.  Los interiores fueron muy modificados; sólo el vestíbulo original quedó intacto. Sipal Realty, propietario del edificio hasta finales de los años 1970, también cambió drásticamente la apariencia de los escaparates, que luego fueron restaurados por el propietario posterior. Los inquilinos de la oficina del edificio incluyeron la transición de carrera para bailarines. La Comisión de Preservación de Monumentos Históricos de la Ciudad de Nueva York (LPC, por sus siglas en inglés) celebró audiencias en 1986 durante las cuales consideró a los Rodin Studios para el estatus de hito de la ciudad. Dos años más tarde, el 16 de febrero de 1988, la LPC designó a los Rodin Studios como un hito. El vestíbulo fue renovado alrededor de 1998.
Hasta los años 2000, Rodin Studios era propiedad del inversor sudafricano Eddie Trump. RCG Longview, una empresa conjunta de Feil y Rockpoint Group, compró el edificio en febrero de 2007 por 125,7 millones de dólares.  Posteriormente, los arquitectos Zaskorski & Notaro y los ingenieros Robert Silman Associates fueron contratados para restaurar la fachada, reemplazando una décima parte de la terracota. Para los años 2010, los inquilinos del edificio incluían consultorios médicos y dentales, compañías de abogados, productores de cine y televisión y agencias de talentos. En 2014, Feil y Rockpoint pagaron 120.4 millones de dólares por una participación mayoritaria en la propiedad del edificio.

## Recepción crítica
Christopher Gray de The New York Times escribió que el Rodin Studios era «uno de los edificios de apartamentos y estudios más elegantes de Nueva York» y que la fachada de la calle 57 era «una cascada reluciente de adornos góticos franceses».  La revista Architecture and Building afirmó que la fachada, «aunque muy simple, tiene un efecto decididamente decorativo».  La revista The Art World calificó a los Rodin Studios como «fuertes pero elegantes, sólidamente plantados en el suelo, pero elevando la mente del observador hacia arriba, quiera o no».